# أولاد مومن (أولاد موسى بن إبراهيم)
أولاد مومن هو دُوَّار يقع بجماعة موالين الواد، إقليم بنسليمان، جهة الدار البيضاء سطات في المملكة المغربية. ينتمي الدوّار لمشيخة أولاد موسى بن إبراهيم التي تضم 7 دواوير. يقدر عدد سكانه بـ 974 نسمة حسب الإحصاء الرسمي للسكان والسكنى لسنة 2004.

## روابط خارجية
- البوابة الوطنية للجماعات الترابية
- المندوبية السامية للتخطيط